# Jacco Eltingh
Jacco Folkert Eltingh (* 29. srpna 1970, Heerde) je bývalý nizozemský tenista. Byl deblovým specialistou. V mužské čtyřhře byl světovou jedničkou (leden 1995) a dosáhl kariérního grand slamu, když vyhrál Australian Open (1994, 1998), French Open (1995, 1998), Wimbledon (1998) i US Open (1994). Ke všem těmto úspěchům mu dopomohl krajan Paul Haarhuis, s výjimkou druhého triumfu v Melbourne Parku, kde byl jeho spoluhráčem Švéd Jonas Björkman. S Haarhuisem vyhrál dvakrát i Turnaj mistrů (1993, 1998). Hráli spolu i na olympijských hrách v Atlantě roku 1996, kde skončili na 4. místě. V mixu bylo jeho maximem finále na Wimbledonu, které roku 1992 prohrál spolu s Nizozemkou Miriam Oremansovou. Méně se mu dařilo ve dvouhře, jeho grandslamovým maximem bylo čtvrtfinále, dosáhl ho roku 1995 ve Wimbledonu a na Australian Open. Vedle toho vyhrál čtyři turnaje ATP (Manchester Open 1992, Verizon Tennis Challenge 1993, OTB Open 1994 a Malaysian Open 1994). V Davis Cupu měl bilanci 10 výher a 6 proher. Za svou kariéru na turnajích vydělal 4,9 milionu dolarů. V roce 2005 byl zvolen do vedení ATP jako zástupce Evropy.